# На доковима Њујорка
На доковима Њујорка (енгл. On the Waterfront) је америчка криминалистичка драма из 1954. године, коју је режирао Елија Казан, а написао је Бад Шулберг. У њему глуми Марлон Брандо, а у свом филмском дебију глуме Карл Малден, Ли Џ. Коб, Род Стајгер, Пет Хенинг и Ева Мари Сејнт. Музичку партитуру је компоновао Ленард Бернстајн. Филм је инспирисан „Злочином на обали“ Малколма Џонсона, серијом чланака објављених у новембру–децембру 1948. у New York Sun који је 1949. добио Пулицерову награду за локално извештавање, али је сценарио Бада Шулберга директно заснован на његовој оригиналној причи. Филм се фокусира на синдикално насиље и корупцију међу бродарима, детаљно описујући распрострањену корупцију, изнуду и рекетирање на обалама Хобокена у Њу Џерзију.
На доковима Њујорка је био критички и комерцијални успех. Добио је дванаест номинација за Оскара и освојио осам, укључујући најбољи филм, најбољег глумца за Бранда, најбољу споредну глумицу за Сејнт и најбољу режију за Казана. 1997. године, Амерички филмски институт га је рангирао на осмо место за највећи амерички филм свих времена; на АФИ-овој листи из 2007. био је на 19. месту. То је једина Бернстајнова оригинална филмска музика која није адаптирана из сценске продукције са песмама.
Године 1989., филм је био један од првих 25 филмова који је Конгресна библиотека сматрала „културолошки, историјски или естетски значајним“ и одабрала га је за чување у Националном филмском регистру Сједињених Држава.

## Радња
Тери Малој је бивши награђивани борац кога је корумпирани синдикални шеф Џони Френдли приморао да намами колегу са пристаништа Џоија Дојла на кров. Џои је гурнут са крова, а Тери је видно узнемирен јер је веровао да ће синдикални насилници само да разговарају са Џоијем о његовом плану да сведочи против Френдлија пред комисијом за криминал. Остали пристаници ћуте, у страху за своје животе. Тери се поново повезује са Џоијевом сестром Еди, која срамоти локалног свештеника, оца Берија, који ће позвати раднике на пристаништу на састанак. Бери покушава да их убеди да стану, али Френдли је послао Терија да извештава о ономе што је речено. Терију се ругају остали радници на пристаништу пре него што људи прекину састанак. Тери помаже Еди да побегне, док отац Бери убеђује Тимотија „Кајо” Дугана да сведочи. Френдли открива Терију да је Дуган сведочио иза затворених врата, а следећег дана Дугана убија товар вискија, што су наместили Френдлијеви људи.
Отац Бери држи страствени говор подсећајући бродаре да Христос хода међу њима, говорећи да је свако убиство распеће. Тери и даље не жели да сведочи, чак ни након што је добио судски позив, док остали радници на пристаништу такође одбијају да сведоче. Теријева кривица и жаљење расту заједно са његовим осећањима према Еди док он види њену немилосрдну потрагу за правдом. Он признаје своју улогу у Џоијевој смрти оцу Берију који га наговара да призна Еди. Ужаснута, Еди бежи. Истражитељ комисије за злочин подсећа Терија на његову последњу велику борбу, коју је изгубио јер је пристао на опкладу, након што је Џони Френдли „купио део” од њега. Френдлијеви људи су сведоци Теријевог разговора са истражитељем и Френдли говори Чарлију, Теријевом брату, да убеди Терија да ћути, нудећи му добар посао. Тери се опире и Чарли извлачи пиштољ, којим Тери нежно одмахује. Тери изражава жаљење због своје најбоље борбе и криви Чарлија што је поставио опкладу, уништивши његову каријеру. Чарли даје Терију пиштољ и говори му да бежи. Тери одлази у Един стан, где она одбија да га пусти унутра. Он проваљује и инсистира да га она воли и они се љубе, пре него што се Теријево име прозове кроз отворени прозор. Људи доле на улици вичу да га његов брат чека и Тери трчи да му помогне, а Еди га прати.
Након што их је замало прегазио камион, Еди и Тери проналазе Чарлијево тело обешено на куку у уличици. Тери одлази у бар да упуца Френдлија, али отац Бери му одвлачи пажњу док чека, а остали синдикални људи трче да упозоре Френдлија. Бери убеђује Терија да се бори против Френдлија сведочењем на суду. Тери даје осуђујуће сведочење пред комисијом, а Френдли је одсечен од својих моћних пријатеља док се суочава са оптужницом. Френдли забрањује Терију било какве синдикалне послове. Одбијајући да напусти град са Еди, Тери се појављује на пристаништу за свакодневни ритуал где се радници бирају међу окупљеним бродарима. Сви су позвани на посао осим Терија, који се подсмева Френдлију испред оближње колибе, вичући да је поносан што сведочи. Френдли подстиче Терија да га нападне и добија батине све док не позове у помоћ своје насилнике, који туку Терија скоро до смрти. Подвозници одбијају да раде осим ако и Терију не буде дозвољено да ради, а Џоијев отац гура Френдлија у реку када је покушао да малтретира људе. Отац Бери говори тешко повређеном Терију да је изгубио битку, али да има шансу да победи у рату ако може да уђе у складиште. Отац Бери и Еди га дижу на ноге и Тери се спотиче уз пролаз да би стао испред складишта, где шеф клима главом Терију и говори им да се баци на посао. Људи прате Терија унутра, игноришући Френдлија док се он набацује празним претњама и песницама. Врата се затварају за њима, остављајући Френдлија на хладном.

## Улоге
- Марлон Брандо као Тери Малој
- Карл Малден као отац Бери
- Ли Џ. Коб као Мајкл Скели или "Џони Френдли"
- Род Стајгер као Чарли Малој
- Ева Мари Сејнт као Еди Дојл
- Пат Хенинг као Тимоти "Кејо" Дуган
- Џон Ф. Хамилтон као "Поп" Дојл
- Бен Вагнер као Џои Дојл
- Џејмс Вестерфилд као Биг Мек
- Фред Гвин као Младен "Слим" Секуловић
- Тони Ђаленто као Трак
- Лиф Ериксон као Главни истраживач за комисију за криминал
- Руди Бонд као Мус
- Мартин Балсам као Жилер
- Кетрин Мекгрегор као мајка лучког радника
- Пат Хингл као Џоко
- Нехемија Персоф као возач таксија
- Ејб Симон као Барни
- Томас Хандли као Томи[6]

## Продукција

### Сценарио и политички контекст
Сматра се да је филм одговор Елије Казана онима који су га критиковали што је идентификовао осам (бивших) комуниста у филмској индустрији пред Комитетом Представничког дома за неамеричке активности (HUAC) 1952. Један од Казанових критичара био је његов пријатељ и сарадник, познати драмски писац Артур Милер, који је раније написао прву верзију сценарија, првобитно названу Удица. Казан је пристао да га режира, а 1951. године су се састали са Харијем Коном у Columbia Pictures око снимања филма. Кон се у принципу сложио да сними Удицу, али је постојала забринутост у вези са приказивањем корумпираних синдикалних званичника. Када је Кон затражио да се антагонисти промене у комунисте, Милер је то одбио. Кон је послао писмо у којем је Милеру рекао да је занимљиво да се одупро жељи Колумбије да филм учини "проамеричким". Казан је замолио Милера да препише сценарио; Милер је одбио због свог разочарања Казановим пријатељским сведочењем пред HUAC-ом. Казан је затим заменио Милера Бадом Шулбергом.

### Кастинг
Према Ричарду Шикелу у његовој биографији Елије Казана, Марлон Брандо је првобитно одбио улогу Терија Малоја, а Френк Синатра (родом из Хобокена, где је филм сниман) је тада имао „руковање“ – али не и формално потписан уговор – да игра улогу, чак и да присуствује почетном прилагођавању костима. Али Казан је и даље фаворизовао Бранда за ту улогу, делом зато што би глумачка улога Бранда обезбедила већи буџет за филм. Док је Брандов агент, Џеј Кантер, покушавао да убеди Бранда да се предомисли, Казан је ангажовао глумца Карла Малдена, кога је Казан сматрао прикладнијим за каријеру редитеља него као глумца, да режира и сними екрански тест „више Бранда“ Терија Малоја, у покушају да убеди Шпигела да би "глумац попут Марлона Бранда" могао да изведе ту улогу снажније од Синатре. У том циљу, Малден је снимио екрански тест чланова Actors Studio Пола Њумана и Џоане Вудворд који су изводили љубавну сцену између Терија и Еди. Убеђен екранским тестом Њуман/Вудворд, Шпигел је пристао да преиспита Бранда за улогу, а убрзо након тога, Кантер је убедио Бранда да преиспита своје одбијање. У року од недељу дана, Брандо је потписао уговор да наступа у филму. У том тренутку, бесни Синатра је тражио да буде изабран за улогу оца Берија, свештеника на обали. Шпигелу је препуштено да Синатри саопшти да је Малден потписан за ову улогу.

### Локације снимања
На доковима Њујорка је сниман током 36 дана на различитим местима у Хобокену у Њу Џерсију, укључујући пристаништа, радничке сиротињске станове, барове, затрпане уличице и кровове. Црква коришћена за спољашње сцене у филму била је историјска Госпа од Милости, изграђена 1874. године, док су ентеријери снимани у цркви Светог Петра и Павла у улици Хадсон 400.

## Пријем
По изласку, филм је добио позитивне критике од критичара и био је комерцијални успех, зарадивши процењених 4,2 милиона долара на благајнама Северне Америке 1954. године. У својој рецензији од 29. јула 1954. критичар Њујорк Тајмса А. Х. Вајлер назвао је филм „необично моћном, узбудљивом и маштовитом употребом екрана од стране надарених професионалаца“.
На Rotten Tomatoes-у, филм има критичку оцену од 99% од 99 критика са просечном оценом 9,2/10 и критичком консензусом: „Са својим наелектрисаним наступом у мелодрами Елије Казана која изазива размишљање, стручно конструисан, Марлон Брандо је редефинисао могућности глуме за филм и помогао да се трајно промени биоскопски пејзаж“. Добијање Оскара за најбољег глумца и проглашење Арона Веста за најбољу и другу најбољу филмску представу свих времена од стране Арона Веста од Критериона, Брандова изведба се сматра једним од преломних тренутака у историји филма.
Кроз свој портрет Терија Малоја, Брандо је популаризовао методу глуме и убедљиво показао снагу приступа заснованог на Станиславском у биоскопу. Хвалећи Бранда 2004. године, редитељ Мартин Скорсезе је приметио да „[кад] гледате његов рад у На доковима Њујорка... гледате најчистију поезију која се може замислити, у динамичном покрету“. Казан, режисер филма, ће касније у својој књизи написати: „Ако у историји филма у Америци постоји боља изведба, ја не знам шта је то.“
Ал Пачино, препричавајући своја сећања на први поглед на филм, рекао је за Плејбој у интервјуу из 1979. да се више концентрисао на главног глумца него на сам филм: "Нисам могао да се померим. Нисам могао да напустим позориште. Никада нисам видео тако нешто.“ Ентони Хопкинс је рекао: „Када видите Бранда у чувеној такси сцени у На доковима Њујорка, и даље вам одузима дах.“ У хвалоспеву за Бранда, Џек Николсон је описао његов приказ: "вероватно висине било којег узраста", и додао да, "једноставно ниси могао да скинеш поглед са тог типа. Био је очаравајући."

## Адаптације
Сценарио филма прилагодио је Шулберг. Отворен је на Бродвеју у новембру 1984. Укључивао је техничке иновације тог времена, укључујући ласере, филмска сценска растварања и звукове који су обавијали публику. Прича је мало другачија, са експлицитнијим мотивима оца Берија, а крај је мање срећнији и реалистичнији. Ревидиран је 1995. и трајао је само 8 представа, изгубивши 2,6 милиона долара, што је рекорд на Бродвеју за немјузикл у то време. Индијски филм Гулам (1998) инспирисан је филмом На доковима Њујорка.

## Награде и признања
| Награда                                          | Категорија                                                                       | Номиновани                                               | Резултат   |
| ------------------------------------------------ | -------------------------------------------------------------------------------- | -------------------------------------------------------- | ---------- |
| Академија филмских уметности и наука             | Најбољи главни глумац                                                            | Марлон Брандо                                            | Победа     |
| Академија филмских уметности и наука             | Најбољи филм                                                                     | Сам Шпигел                                               | Победа     |
| Академија филмских уметности и наука             | Најбоља споредна глумица                                                         | Ева Мари Сејнт                                           | Победа     |
| Академија филмских уметности и наука             | Најбоља сценографија                                                             | Ричард Деј                                               | Победа     |
| Академија филмских уметности и наука             | Најбоља фотографија                                                              | Борис Кофман                                             | Победа     |
| Академија филмских уметности и наука             | Најбоља режија                                                                   | Елија Казан                                              | Победа     |
| Академија филмских уметности и наука             | Најбоља монтажа                                                                  | Џин Милфорд                                              | Победа     |
| Академија филмских уметности и наука             | Најбољи оригинални сценарио                                                      | Бад Шулберг                                              | Победа     |
| Бамби награде                                    | Најбољи филм - међународни                                                       |                                                          | Победа     |
| Бамби награде                                    | Најбољи глумац - међународни                                                     | Марлон Брандо                                            | Номинација |
| Бодил награде                                    | Најбољи амерички филм                                                            |                                                          | Победа     |
| Награде БАФТА                                    | Новајлија на филму који највише обећава                                          | Ева Мари Сејнт                                           | Номинација |
| Награде БАФТА                                    | Најбољи страни глумац                                                            | Марлон Брандо                                            | Победа     |
| Награде БАФТА                                    | Најбољи филм из било ког извора                                                  |                                                          | Номинација |
| Награде Удружења америчких режисера              | Изузетно режисерско достигнуће у филмовима                                       | Елија Казан                                              | Победа     |
| Златни Глобус                                    | Најбољи филм - драма                                                             |                                                          | Победа     |
| Златни Глобус                                    | Најбољи глумац у филму - драма                                                   | Марлон Брандо                                            | Победа     |
| Златни Глобус                                    | Најбољи режисер - филм                                                           | Елија Казан                                              | Победа     |
| Златни Глобус                                    | Најбоља кинематографија - црно бели                                              | Борис Кофман                                             | Победа     |
| Међународно удружење филмских музичких критичара | Најбоље архивско издање постојеће партитуре – поновно издање или поновно снимање | Лонард Бернстајн, Даглас Фејк, Френк Диволд, Џо Сикорјак | Победа     |
| Сребрна трака                                    | Најбољи страни филм                                                              |                                                          | Победа     |
| Награде Националног одбора за ревизију           | Најбољи филм                                                                     |                                                          | Победа     |
| Награде Националног одбора за ревизију           | Топ 10 филмова                                                                   |                                                          | Победа     |
| Национални одбор за заштиту филма                | Национални филмски регистар                                                      |                                                          | Победа     |
| Награде круга филмских критичара Њујорка         | Најбољи филм                                                                     |                                                          | Победа     |
| Награде круга филмских критичара Њујорка         | Најбољи режисер                                                                  | Елија Казан                                              | Победа     |
| Награде круга филмских критичара Њујорка         | Најбољи глумац                                                                   | Марлон Брандо                                            | Победа     |
| Награде круга филмских критичара Њујорка         | Најбоља глумица                                                                  | Ева Мари Сејнт                                           | Номинација |
| Награде Online Film & Television Association     | Кућа славних - филмови                                                           |                                                          | Победа     |
| Филмски фестивал у Венецији                      | Златни лав                                                                       | Елија Казан                                              | Номинација |
| Филмски фестивал у Венецији                      | Сребрни лав                                                                      | Елија Казан                                              | Победа     |
| Филмски фестивал у Венецији                      | OCIC                                                                             | Елија Казан                                              | Победа     |
| Филмски фестивал у Венецији                      | Пасинети награда                                                                 | Елија Казан                                              | Победа     |
| Награде Удружења писаца Америке                  | Најбоља написана америчка драма                                                  | Најбоље написана америчка драма                          | Победа     |

Године 1995. доспео је на Ватиканску листу 45 највећих филмова.